# St. Michael (Prager Altstadt)

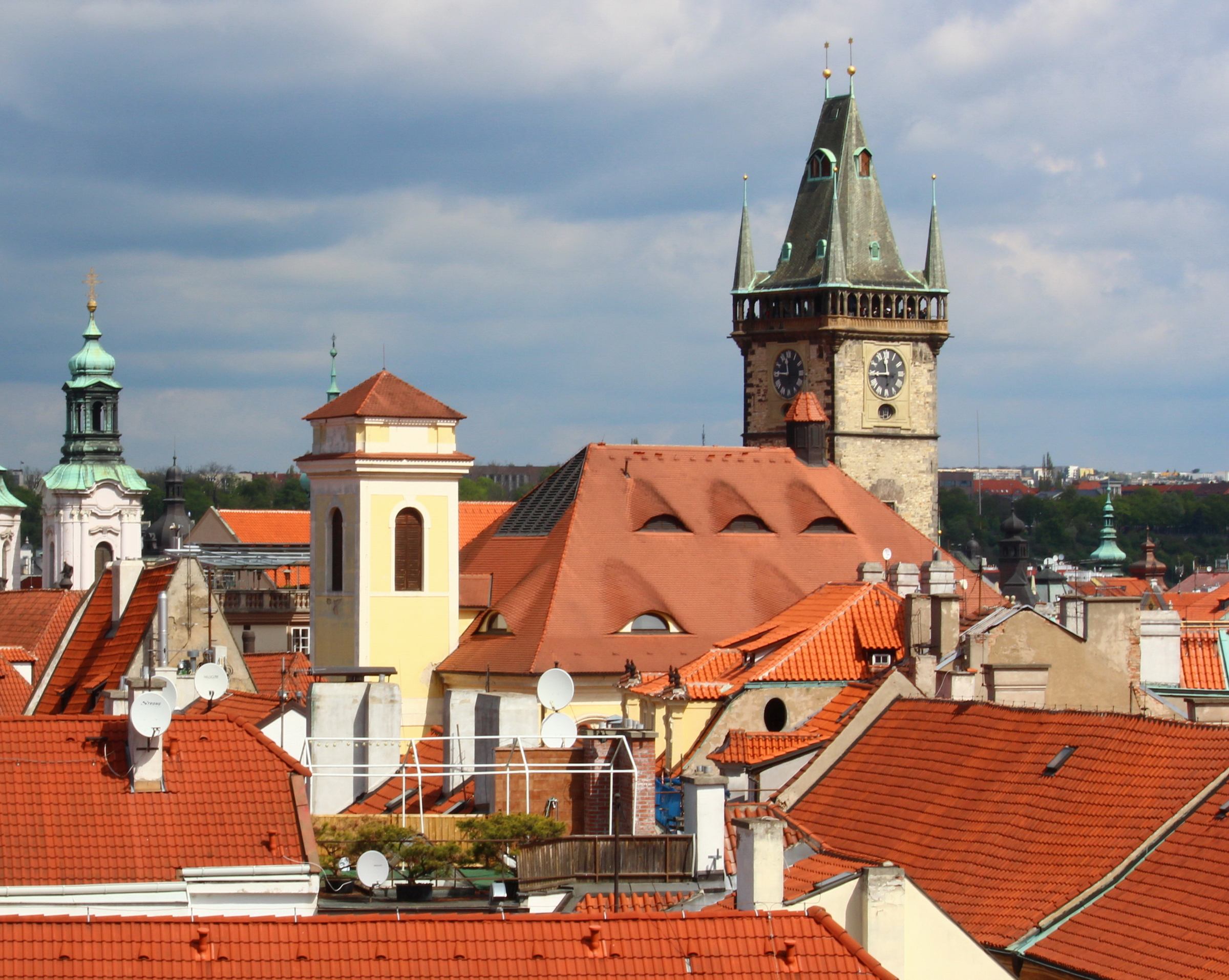
St. Michael

Die St.-Michael-Kirche (tschechisch Kostel svatého Michaela archanděla) an der Michalská in der Prager Altstadt war eine mittelalterliche Pfarrkirche in Prag.

## Geschichte
Der erste Bau der Kirche wurde wohl schon um 1250 unter Wenzel I. errichtet, nachdem bereits mit dem Bauaufschwung in der Prager Altstadt unter Karl IV. neben der Errichtung weiterer Kirchen in den 70er Jahren des 14. Jahrhunderts St. Michael im Gotischen Stil umgebaut wurde. Ihren Barocken Stil erhielt sie bei einem weiteren Umbau um 1750 (vgl. Kirchen in Prag).
Christian von Prachatitz, seit 1405 Rektor der Karls-Universität, wurde im gleichen Jahr zum Pfarrer von St. Michael berufen. Auch einer seiner Schüler, der spätere Reformator Jan Hus, erhielt die Gelegenheit, dort zu predigen. Als Leiter einer Kommission setzte sich Prachatitz beim Konzil von Konstanz für Hus ein. Wenngleich später seine Beziehung zu den Hussiten nicht unproblematisch war, übernahm er 1437 das Amt des Administrators der utraquistischen Kirche. Die Quellen lassen offen, ab wann – sofort oder später – St. Michael eine Reformierte Kirche wurde.
Kaiser Joseph II. gestand zwar evangelischen Christen in seinen Toleranzpatenten (ab 1781) die Ausübung ihres Glaubens zu, die Böhmischen Brüder wurden davon aber nicht erfasst, d. h. sie blieben illegal. In Konsequenz wurde auch die Kirche St. Michael und das angrenzende Kloster aufgelöst.
In seiner jüngsten Geschichte diente das Kirchengebäude als Lagerhaus und Nachtclub. Heute findet sich dort eine Dauerausstellung des britischen Streetart-Künstlers Banksy, bekannt u. a. durch das programmierte Schredddern seines „millionenschweren“ Bildes Girl with Balloon bei der Auktion 2018.